# Adria Airways
Adria Airways (codi IATA: JP; codi OACI: ADR; indicatiu: ADRIA) va ser l'aerolínia nacional d'Eslovènia. El seu centre de connexions era l'Aeroport de Ljubljana i tenia com a base secundària l'Aeroport Internacional de Pristina, situat a la capital de Kosovo. L'aerolínia oferia diversos vols domèstics a tot Europa i disposava d'una flota de 13 avions incloent-hi 2 Airbus A319, 1 Bombardier CRJ100, 6 Bombardier CRJ200 i 4 Bombardier CRJ900. La companyia va ser fundada l'any 1961 i fou membre de Star Alliance.
El 30 de setembre de 2019, l'aerolínia es va declarar en fallida i va cessar totes les seves operacions.